# Bistum Kribi
Das Bistum Kribi (lat.: Dioecesis Kribensis) ist eine in Kamerun gelegene römisch-katholische Diözese mit Sitz in Kribi.

## Geschichte
Das Bistum Kribi wurde am 19. Juni 2008 durch Papst Benedikt XVI. mit der Apostolischen Konstitution Cum ad aeternam durch die Teilung des Bistums Ebolowa-Kribi errichtet und dem Erzbistum Yaoundé als Suffraganbistum unterstellt. Erster Bischof wurde Joseph Befe Ateba, der im Juni 2014 starb.

## Bischöfe
- Joseph Befe Ateba, 19. Juni 2008–4. Juni 2014
- Damase Zinga Atangana, seit 7. November 2015